# NHK塩田上久間テレビ中継放送所
NHK塩田上久間テレビ中継放送所（エヌエイチケイしおたかみきゅうまテレビちゅうけいほうそうしょ）は、佐賀県嬉野市の旧藤津郡塩田町域に置かれていたNHK佐賀放送局のテレビ中継局。

## 概要
- 当中継局は、嬉野市塩田町久間字光武の光武山に置かれ、同市内など電波を発射していた。

## 中継局概要

### デジタルテレビ
| リモコンキーID | 放送局名 | 呼出符号 | 物理チャンネル | 空中線電力 | ERP | 放送対象地域 | 放送区域内世帯数 |
| 非該当         |          |          |                |            |     |              |                  |

### アナログテレビ
| 放送局名          | チャンネル | オフセットの有無 | 空中線電力           | ERP                 | 放送対象地域 | 偏波面   | 放送区域内世帯数 |
| NHK佐賀総合テレビ | 46ch       | +10kHz           | 映像500mW /音声125mW | 映像3.5W /音声860mW | 佐賀県       | 垂直偏波 | 約-世帯          |
| NHK佐賀教育テレビ | 54ch       | +10kHz           | 映像500mW /音声125mW | 映像3.5W /音声860mW | 全国放送     | 垂直偏波 | 約-世帯          |

- 1976年（昭和51年）9月10日 - 開局。
- 2011年（平成23年）7月24日 - 24時をもって廃局となった。

### その他
- デジタル放送とstsサガテレビアナログ放送は、嬉野局などを受信。